# 林文耀
林文耀（1966年7月—），福建南安人，汉族，中国共产党党员。中华人民共和国政治人物、第十三届全国人民代表大会福建省代表。

## 生平
2016年8月任平潭综合实验区党工委副书记、管委会主任，2021年7月不再担任。2021年9月因涉嫌严重违纪违法，接受福建省纪委监委纪律审查和监察调查。
2018年，林文耀被选为福建省出席第十三届全国人民代表大会代表。2021年12月24日，林文耀的十三届全国人大代表资格终止。